# Minapin
Minapin - szczyt położony w Karakorum, w pasmie górskim Rakaposhi, w Kaszmirze, na terytorium administrowanym przez Pakistan. Wznosi się na wysokość 7273 (według innych źródeł 7266) m n.p.m. Został zdobyty 17.08.1968 roku przez R. Goeschl i innych uczestników wyprawy.